# Jim Rondeau
Jim Rondeau (sinh ngày 6 tháng 4 năm 1959) là một cựu chính khách ở Manitoba, Canada. Ông từng là thành viên của Hội đồng lập pháp Manitoba từ năm 1999 đến năm 2016, và giữ chức bộ trưởng nội các trong chính quyền tỉnh Gary Doer và Greg Selinger từ năm 2003 đến 2013. Rondeau là thành viên của Đảng Dân chủ mới. Rondeau đã không tìm kiếm cuộc bầu cử lại trong cuộc bầu cử Manitoba 2016.

## Đầu đời và sự nghiệp
Con trai của Gaston Joseph Rondeau và Dorothy Jean Finch, ông được sinh ra ở Winnipeg, và được giáo dục tại John Taylor Collegiate. Ông có bằng Cử nhân Giáo dục của Đại học Winnipeg và đã hoàn thành nghiên cứu sau tú tài tại Đại học Manitoba. Ông là một giáo viên tại Trường Trung học Norway House từ năm 1981 đến 1984 và sau đó giảng dạy tại Cranberry Portage, trước khi trở thành điều phối viên của Phân hiệu Trường Frontier tại Đại học Winnipeg. Rondeau đã giúp thành lập một số trung tâm học tập và thư viện trong toàn tỉnh, và thành lập một chương trình chuyển đổi từ trường học sang nơi làm việc cho những người trẻ tuổi từ miền bắc Manitoba.  Ông cũng là huấn luyện viên của Câu lạc bộ Bóng chuyền Winnipeg Eagles, và là huấn luyện viên và quản lý của đội bóng chuyền Manitoba trong một số trò chơi của thổ dân Bắc Mỹ.

## Hồ sơ bầu cử
|                        | Dân chủ Mới            | Jim Rondeau            | 5,177  | 62.21  | −0.84 | $33,430.38 |
|                        | Bảo thủ Tiến bộ        | Kelly de Groot         | 2,686  | 32.28  | +4.63 | $32,070.95 |
|                        | Tự do                  | Bernie Bellan          | 459    | 5.52   | −2.53 | $340.32    |
| Tổng số phiếu hợp lệ   | Tổng số phiếu hợp lệ   | Tổng số phiếu hợp lệ   | 8,322  | 100.00 |       |            |
| Phiếu không hợp lệ     | Phiếu không hợp lệ     | Phiếu không hợp lệ     | 51     |        |       |            |
| Tổng cộng              | Tổng cộng              | Tổng cộng              | 8,373  | 61.83  | +1.96 |            |
| Bầu cử trong danh sách | Bầu cử trong danh sách | Bầu cử trong danh sách | 13,541 |        |       |            |

|                        | Dân chủ Mới            | Jim Rondeau            | 5,147  | 63.05  | +18.81 | $24,846.66 |
|                        | Bảo thủ Tiến bộ        | Dennis Wishanski       | 2,257  | 27.65  | −16.55 | $23,921.25 |
|                        | Tự do                  | Monique Graboski       | 657    | 8.05   | −3.51  | $5,664.36  |
|                        | Green                  | Jesse Tottle           | 102    | 1.25   | –      | $14.14     |
| Tổng số phiếu hợp lệ   | Tổng số phiếu hợp lệ   | Tổng số phiếu hợp lệ   | 8,163  | 100.00 |        |            |
| Phiếu không hợp lệ     | Phiếu không hợp lệ     | Phiếu không hợp lệ     | 22     |        |        |            |
| Tổng cộng              | Tổng cộng              | Tổng cộng              | 8,185  | 59.87  | −12.50 |            |
| Bầu cử trong danh sách | Bầu cử trong danh sách | Bầu cử trong danh sách | 13,671 |        |        |            |

|                        | Dân chủ Mới            | Jim Rondeau            | 4,347  | 44.24  |   | $12,989.00 |
|                        | Bảo thủ Tiến bộ        | Linda McIntosh         | 4,344  | 44.20  |   | $26,190.58 |
|                        | Tự do                  | Deborah Shiloff        | 1,136  | 11.56  | – | $5,744.56  |
| Tổng số phiếu hợp lệ   | Tổng số phiếu hợp lệ   | Tổng số phiếu hợp lệ   | 9,827  | 100.00 |   |            |
| Phiếu không hợp lệ     | Phiếu không hợp lệ     | Phiếu không hợp lệ     | 53     |        |   |            |
| Tổng cộng              | Tổng cộng              | Tổng cộng              | 9,880  | 72.37  |   |            |
| Bầu cử trong danh sách | Bầu cử trong danh sách | Bầu cử trong danh sách | 13,653 |        |   |            |

Tất cả các bộ phận Manitoba đã được phân phối lại trước cuộc bầu cử năm 1999.
Tất cả thông tin bầu cử được lấy từ Bầu cử Manitoba. Các mục chi tiêu đề cập đến chi phí ứng cử viên cá nhân.